# Golpe de Estado en el Imperio otomano de 1913

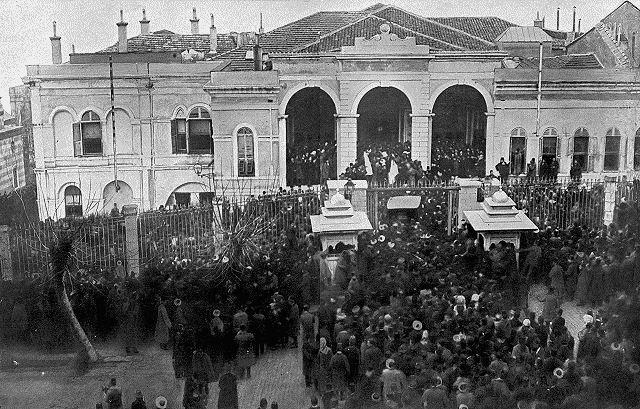
La multitud reunida delante del principal edificio de la Sublime Puerta poco después del golpe, que se había verificado en él.

El golpe de Estado de 1913 en el Imperio otomano (23 de enero de 1913), también conocido en turco como el Asalto a la Sublime Puerta, fue un golpe de Estado que llevó a cabo un grupo de miembros del Comité de Unión y Progreso (CUP) acaudillado por Enver Bey y Talat Bey. Los conjurados asaltaron por sorpresa los edificios gubernamentales del imperio, denominados en conjunto la «Sublime Puerta». Durante el golpe, el ministro de Marina Nazım Pachá fue asesinado y se obligó a dimitir al gran visir, Kamil Bajá. El gobierno quedó a partir de entonces en poder del Comité de Unión y Progreso, dominado en adelante por el triunvirato formado por los llamados «tres pachás»: Enver, Talat, y Cemal Bajá.
En 1911, el Partido de la Libertad y la Concordia (también conocido simplemente como Unión Liberal o Alianza Liberal), la formación de Kamil Pachá, surgió como organización opuesta al CUP; casi inmediatamente después, el nuevo partido ganó los comicios regionales en Estambul. Alarmado por ello, el CUP amañó las elecciones generales de 1912, marcadas por la violencia y el fraude contra los liberales; la violencia fue tal que se las motejó como las «elecciones de los garrotes». En respuesta, los oficiales partidarios de los liberales se conjuraron para arrebatar el poder al CUP; dieron un pronunciamiento que puso fin al gobierno de Muhammad Saíd Pachá, que había asumido la presidencia tras las votaciones. Se formó un nuevo Consejo de Ministros encabezado por Ahmed Muhtar Pachá, que cesó algunos meses más tarde, en octubre de 1912, tras el estallido repentino de la primera guerra de los Balcanes.
Después de obtener el permiso de sultán Mehmed V para formar un nuevo gabinete a finales de octubre de 1912, el liberal Kamil Pachá entabló negociaciones diplomáticas con Bulgaria tras la derrota otomana en la primera guerra de los Balcanes. Los búlgaros exigieron la cesión de la antigua capital otomana de Edirne; la indignación de la población y de la dirección del CUP impelieron a los golpistas a asaltar la Sublime Puerta. Después del golpe, los partidos opositores como el liberal sufrieron una severa represión: sus dirigentes fueron arrestados o exiliados a Europa, al tiempo que miembros del CUP se hicieron con puestos claves del Gobierno. El cabecilla del golpe Enver Bey (luego pachá), que poco después fue nombrado ministro de Guerra, retiró al imperio de la Conferencia de Paz de Londres y estrechó lazos con Alemania en vísperas de la Primera Guerra Mundial.

## Pretexto del golpe
Aunque el círculo rector del Comité de Unión y Progreso puede que ya hubiese decidido arrebatar el poder a sus rivales liberales, el desencadenante del golpe fue el temor que sentía de que estos aceptasen la exigencia de las grandes potencias de ceder la ciudad de Edirne (capital otomana de 1365 a 1453) a Bulgaria, como consecuencia del descalabro imperial en la primera guerra de los Balcanes.

## Antecedentes

### Las elecciones de abril de 1912 y sus consecuencias
En las elecciones de 1908, el Comité de Unión y Progreso apenas había obtenido 60 de los 288 escaños del Cámara Baja, aunque fue el que obtuvo el mayor número de ellos.
El Partido de la Libertad y la Concordia (la Unión o Alianza Liberal) se fundó el 21 de noviembre de 1911 en oposición al CUP; setenta diputados ingresaron en el nuevo partido. Apenas veinte días después de su formación, los liberales ganaron los comicios regionales constantinopolitanos de diciembre de 1911 por un voto de diferencia. El CUP, que barruntó el posible triunfo del adversario en las elecciones generales que debían celebrarse el año siguiente, tomó varias precauciones para evitarlo. Con la esperanza de desbaratar el crecimiento y organización de los liberales, solicitó al sultán Mehmed V la disolución de la Cámara Baja y, tras obtener la aquiescencia del soberano, anunció el adelantamiento de los comicios en enero de 1912.
Las elecciones de abril de 1912 elecciones recibieron el despectivo mote de «elecciones de los garrotes» por el apaleamiento de los candidatos con estas armas; las votaciones, que se celebraron en un clima de violencia, fueron amañadas en favor del CUP. El fraude incluyó, entre otras cosas, el voto antes de plazo, el voto ilegal, el escrutinio  secreto y el cambio de distritos electorales, aunque el CUP todavía conservaba respaldo genuino en el campo. Las elecciones concluyeron con 269 de los 275 escaños de la Cámara para los unionistas, mientras los liberales apenas obtuvieron 6.
Disgustados los liberales por la derrota electoral, decidieron emplear métodos ilegales para recuperar el poder de manos del CUP, al tiempo que denunciaban con virulencia el fraude electoral. Al mismo tiempo, un grupo de oficiales, afrentados por lo que entendían injusticias en el seno del Ejército, formó una organización armada conocida como la de los «oficiales salvadores», cuya existencia comunicó al Gobierno imperial. Esta organización se acercó pronto a los liberales y atizó el descontento en la capital. Tras obtener el respaldo del príncipe Sabahaddin, uno de los dirigentes de la oposición, los oficiales empezaron a publicaron declaraciones en los periódicos.
Finalmente, los oficiales presentaron un memorando a la Junta Militar y consiguieron la destitución del gran visir Mehmed Saíd Pachá (a quien culpaban de adelantar las elecciones que habían permitido al CUP hacerse con la mayoría en la Cámara) y de su gobierno en julio de 1912.

### El «gran gabinete»

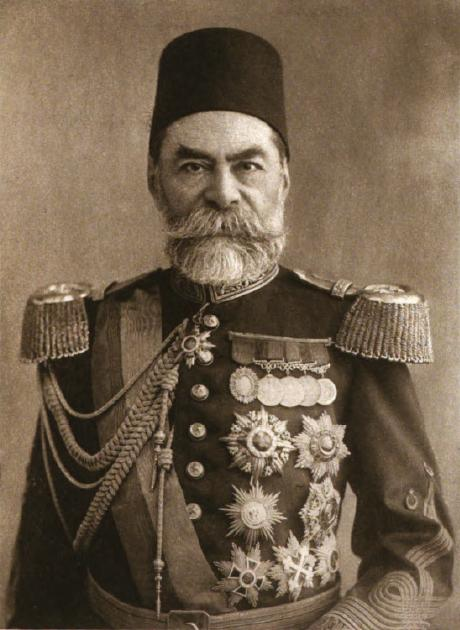
El gran visir y presidente del «gran gabinete» que duró tres meses, Ahmed Muhtar Pachá.

Tras el cese de Mehmed Saíd Pachá, se formó un nuevo Gobierno no partidista, presidido por Ahmed Muhtar Pachá, antiguo héroe de guerra, al que se conoció como el «gran gabinete» porque participaron en él tres ministros que habían desempeñado anteriormente el cargo de gran visir, y también el «gabinete del padre y del hijo», porque el hijo del gran visir, Mahmud Muhtar Pachá, fungió en él en calidad de ministro de Marina. Aunque los oficiales lograron que el CUP no obtuviese ninguna cartera ministerial, no pudieron evitar que dominase la Cámara Baja del Parlamento. Pronto comenzó a correr el rumor de que el Gobierno disolvería la Cámara y convocaría nuevas elecciones. El rumor se confirmó días después de la toma de posesión del nuevo Consejo de Ministros cuando los oficiales proliberales enviaron al presidente de la Cámara Baja (y miembro del CUP), Halil Bey, un nuevo memorando en el que se exigía la disolución y la celebración de nuevos comicios en menos de dos días. Los diputados del CUP criticaron el ultimátum militar. Pese a ello, el gran visir utilizó una ley que había logrado que aprobase el Senado para disolver la Cámara Baja sin dificultad el 5 de agosto, con la anuencia del sultán, que convocó al punto nuevos comicios mediante decreto imperial.
Mientras se preparaban las nuevas elecciones, estalló la primera guerra de los Balcanes a comienzos de octubre de 1912, que sorprendió al Gobierno de Ahmed Muhtar Pachá. Se proclamó entonces la ley marcial y el 25 de octubre se anularon los comicios; Ahmed Muhtar Pachá dimitió de su cargo de gran visir el 29 del mes, tras tres meses, y cedió el puesto a Kamil Bajá, que tenía buenas relaciones con los británicos y del que se esperaba que pudiese conseguir un fin favorable a la guerra desastrosa.

### El Gobierno de Kamil Pachá y los antecedentes del golpe
La crisis bélica en los Balcanes había arrumbado temporalmente las disputas de la política interna otomana. A diferencia de su predecesor Ahmed Muhtar Pachá, que había sido neutral en estas, Kamil Bajá era un liberal acérrimo y estaba decidido a utilizar su presidencia para destruir al Comité de Unión y Progreso.

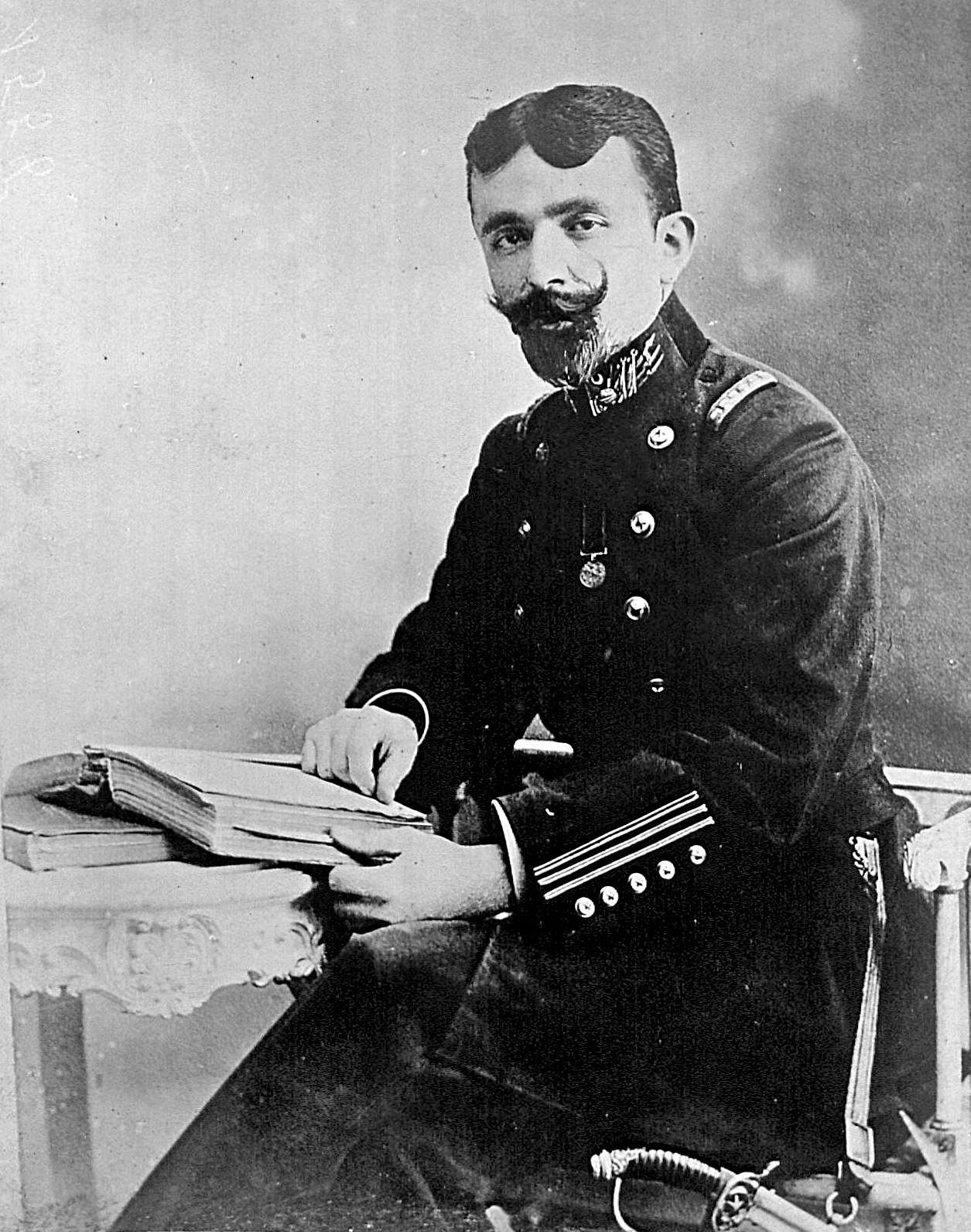
Antes de la Primera Guerra Mundial, se ensalzaba a Enver Bajá como héroe de la revolución.

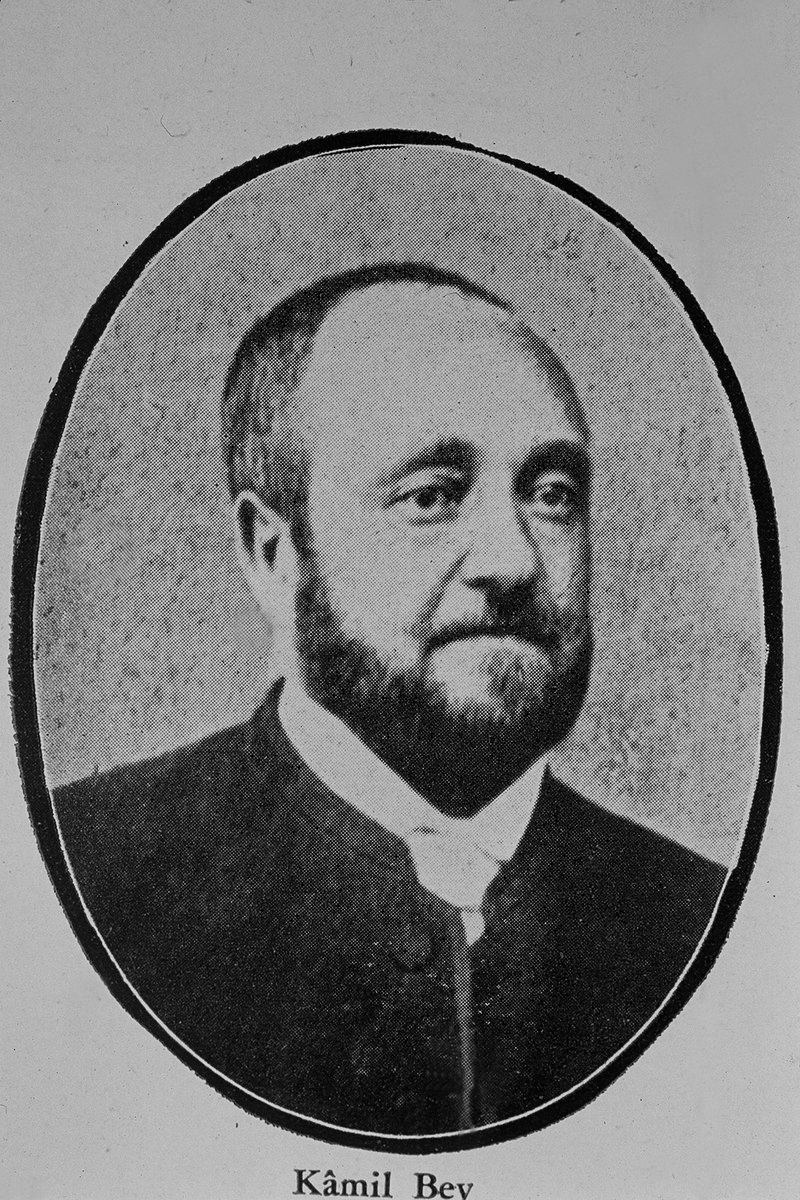
Kamil Bajá, gran visir liberal y adversario del CUP, cuyo gobierno fue derrocado por el golpe de 1913.

Utilizando sus buenas relaciones con los británicos, Kamil Pachá también trató de poner fin diplomáticamente a la primera guerra balcánica. Los continuos reveses militares, mientras, hacían cundir el desánimo entre la población; comenzó a rumorearse que la capital se trasladaría a Anatolia. El Ejército búlgaro había avanzado velozmente hasta Çatalca, al oeste de Estambul. Como consecuencia, Kamil Pachá firmó el armisticio con Bulgaria en diciembre de 1912 y participó en la Conferencia de Paz de Londres, que se reunió para poner fin al conflicto.
Las potencias presentaron una nota a la Sublime Puerta (el Gobierno otomano) en la que indicaban su deseo de que este les entregase las islas del Egeo —que estaban ya por entonces mayoritariamente en poder de la Armada Griega— y Adrianópolis a Bulgaria. Las pérdidas experimentadas por el ejército en la guerra hicieron que el Gobierno de Kamil Pachá se mostrase dispuesto a aceptar una nueva frontera a lo largo de la línea Eno-Midia y a entregar Edirne a una comisión internacional.
Después de que Grecia se apoderase de Salónica en noviembre de 1912, ciudad de nacimiento de muchos dirigentes políticos de la época y de fundación de algunas agrupaciones políticas otomanas, muchos miembros del CUP fueron arrestados por las fuerzas griegas y deportados a Anatolia. Al mismo tiempo, las disensiones internas de los liberales hicieron que su partido estuviese a punto de disolverse.
Privado de gran parte del poder, el CUP empezó a conspirar contra Kamil Pachá y los liberales. Desde la Revolución de los Jóvenes Turcos de 1908, existía animosidad entre las dos partes. Durante más de cuatro años, Kamil Pachá había tratado de apartar a sus rivales unionistas del Gobierno y de evitar que el Ejército, en el que abundaban los partidarios unionistas, participase en la política nacional. En enero de 1913, cundía la frustración con el gran visir y los liberales. Pese a que el golpe debía sorprender al Gobierno, el CUP llevaba tiempo preparándolo.
A pesar de fallecer en el golpe, tanto los unionistas como los liberales afirmaron luego que planeaban otorgar al ministro de Marina Nazım Pachá un puesto en el siguiente gabinete. Talat Bey, miembro del CUP, indicó luego que el partido había previsto proponerlo para el cargo de gran visir de su Gobierno.

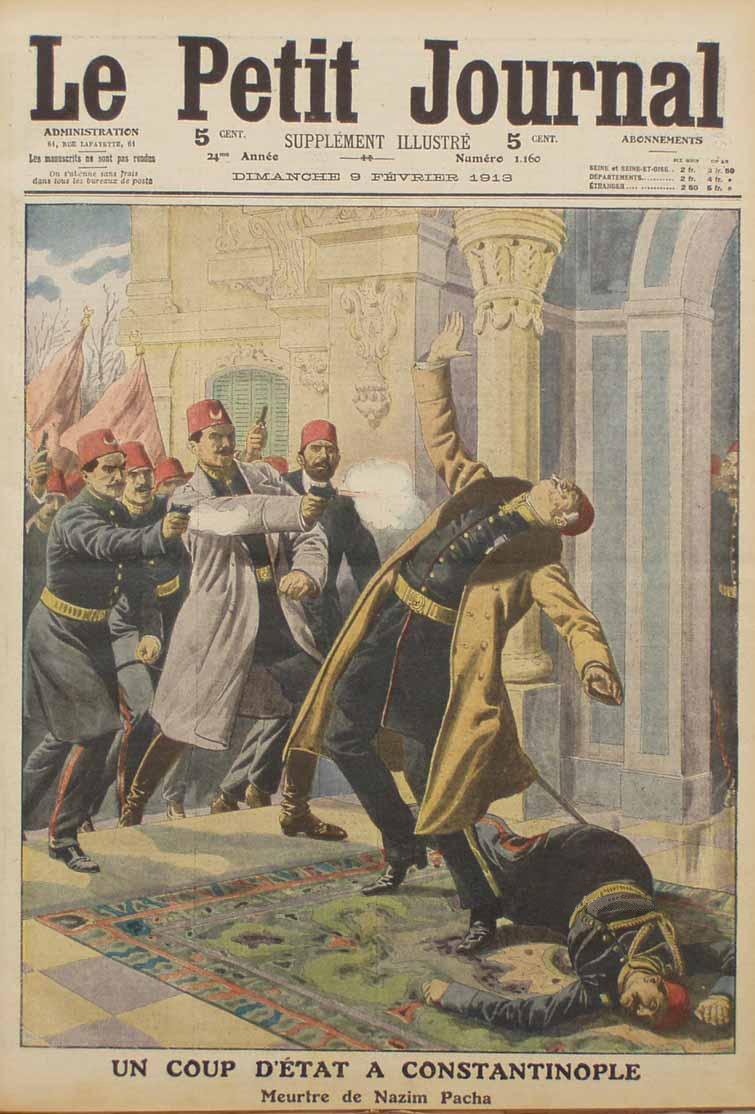
La portada de la revista Le Petit Journal de febrero de 1913, que muestra el asesinato del ministro de Guerra Nazım Pachá durante el golpe.

## El golpe

### Asalto a la Sublime Puerta
A las dos y media del 23 de enero de 1913, Sapancalı Hakkı, miembro del CUP, comunicó a uno de los dirigentes principales del partido, el teniente coronel Enver Bey, que habían concluido los preparativos para el asalto de las oficinas gubernamentales. Enver había esperado el aviso en el edificio de la inspección de abastecimiento militar ubicado junto a la mezquita de Nuruosmaniye. Montó el caballo blanco que tenía aprestado y se dirigió a la cercana Sublime Puerta, metonimia con la que se denominaba el conjunto de edificios gubernamentales que albergaba las oficinas del gran visir, el gobierno imperial y otras instalaciones estatales. Al mismo tiempo, Talat Bey también emprendió la marcha hacia la sede del Gobierno al frente de un grupo de compañeros de partido.
Cuando Enver Bey llegó ante el Ministerio de Obras Públicas, sus compañeros Ömer Naci y Ömer Seyfettin (que luego fue uno de los escritores turcos más destacados del siglo XX) ya arengaban a una multitud que se había reunido allí; denunciaban que Kamil Pachá estaba a pique de ceder Edirne a Bulgaria. Los discursos fueron bien recibidos y pronto la multitud comenzó a vituperar a gritos al Gobierno de Kamil Pachá. Unos sesenta miembros del CUP se apostaron en torno del complejo gubernamental de la Sublime Puerta.
Enver Bey, Talat Bey, Sapancalı Hakkı, Yakub Cemil, Mustafa Necip y otros cincuenta entraron en el complejo gubernamental de la Sublime Puerta y se dirigieron al edificio del gran visir, en el que se encontraban reunidos este y sus ministros. Un ayudante del gran visir, Ohrili Nâfiz Bey, oyó el alboroto y disparó contra el grupo, aunque no alcanzó a ninguno de los atacantes. Herido en el tiroteo, se escondió en su despacho; cuando Mustafa Necip entró en él, Ohrili Nâfiz Bey lo mató de un disparo, pero murió de las heridas que le había infligido aquel.
Otro edecán y sobrino de Nazım Pachá, Kıbrıslı Tevfik Bey, también había disparado contra los asaltantes y acertado a Mustafa Necip. Los atacantes respondieron y lo mataron. En el tiroteo, perecieron también un agente de la policía secreta y un ayudante del Shayj al-islam.

### El asesinato de Nazım Pachá
Al oír los disparos, el ministro de Guerra, Nazım Pachá, salió de su despacho y se precipitó hacia los asaltantes. Según las memorias del futuro presidente y primer ministro turco Celal Bayar, el ministro les gritó airadamente: «¿Qué está pasando aquí? ¿Asaltan el despacho del gran visir?» y profirió varios insultos; Enver Bey se cuadró ante él y trató de explicarle sus intenciones. Yakub Cemil se acercó al ministro por la espalda mientras este hablaba con Enver Bey y el resto de golpistas y lo mató de un tiro en la cabeza.
Según otra versión del asesinato, Enver Bey trató en vano de impedir que Yakup Cemil matase al ministro. Según una tercera versión, Enver Bey o Talat Bey lo mataron accidentalmente al tratar de protegerse de los disparos que les dirigía el edecán del ministro Kıbrıslı Tevfik Bey.
Sea como fuere, el CUP tildó la muerte de Nazım Pachá durante el golpe de «accidente lamentable», afirmando que no había sido premeditado, pero sí inevitable, dadas las circunstancias. Para el partido, el que el ministro del Interior Ahmet Reşlo, —mucho más hostil a los unionistas que el fallecido— no hubiese sufrido ataque alguno durante el golpe demostraba el deseo de los asaltantes de evitar el derramamiento de sangre. Como el CUP había favorecido a Nazım Pachá y le había ofrecido el cargo de gran visir en un futuro gobierno del partido antes del golpe, la revista francesa  L'Illustration afirmó que su destino había sigo paradójico: perseguido por el Gobierno de Kamil Pachá y alabado por el nuevo del CUP que, sin embargo, lo había matado.

### Dimisión forzada de Kamil Pachá

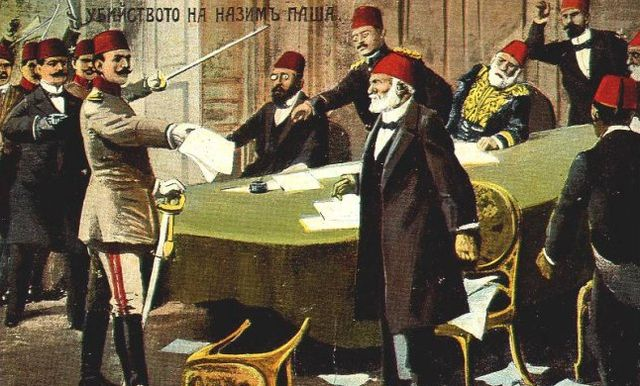
Enver Bey exigiendo la renuncia de Kamil Pachá durante el asalto a la Sublime Puerta.

Seguidamente, Enver y Talaat Bey irrumpieron en el despacho del gran visir Kâmil Pasha y lo obligaron pistola en mano a escribir su dimisión. Tras obtener el documento de Kamil Pachá, Enver Bey partió al punto al palacio imperial en el automóvil de Shayj al-islam para entregárselo al sultán Mehmed V.

## Consecuencias

### Efectos inmediatos

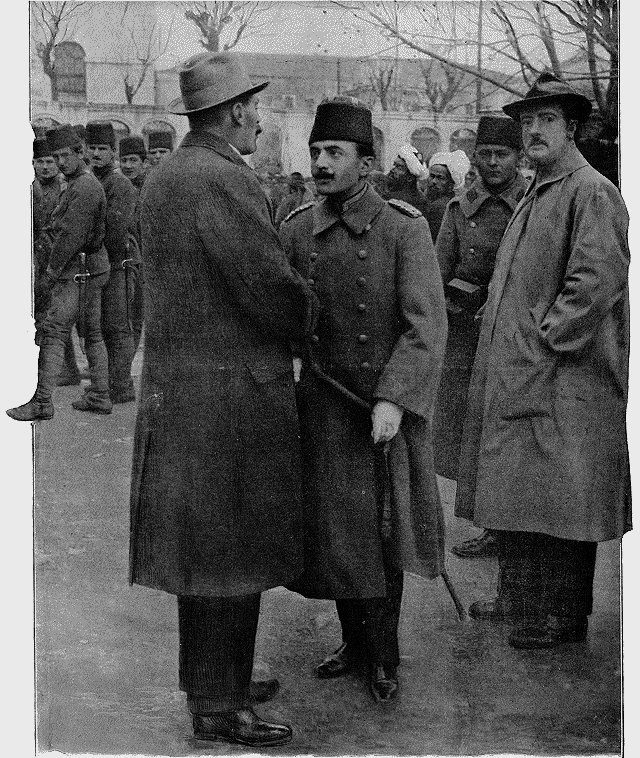
Enver Bey (centro) habla con un corresponsal de la revista francesa L'Illustration y con el agregado británico en Estambul, inmediatamente después de hacerse con el poder en el golpe de Estado.

Después del golpe, Enver Bey afirmó a un corresponsal turco de la revista francesa L'Illustration:

Lamento sinceramente haberme visto obligado a intervenir nuevamente para derrocar al Gobierno, pero no se podía esperar más; apenas unas horas de retraso y se hubiese entregado vergonzosamente el país al enemigo. Nuestro ejército es más fuerte que nunca y verdaderamente no veo razón alguna que nos obligue a claudicar y aceptar tan monstruosas exigencias.

 
Al derrocado Kamil Pachá le sucedió Mahmud Shevket Paschá, amigo de Enver, que también se hizo con la cartera de Guerra del fallecido Nazım Pachá. El nuevo Consejo de Ministro de Mahmud Shevket Pasha, formado exclusivamente por unionistas, lo componían:
- Said Halim Pachá, presidente del Consejo de Estado (durante tres días);
- Talat Bey (ya pachá), ministro del Interior;
- Çürüksulu Mahmud Pachá, ministro de Marina;
- Nicolae Constantin Batzaria, ministro de Obras Públicas;
- Muhtar Bey, ministro en funciones de Asuntos Exteriores (tres días), al que sucedió Said Halim Pachá;
- Pirizade İbrahim Hayrullah Bey, ministro de Justicia;
- Ürgüplü Mustafa Hayri Efendi, ministro de Fundaciones Piadosas;
- Mehmed Celal Bey, ministro de Agricultura;
- Ahmet Şükrü Bayındır, ministro de Educación y
- Oskan Mandikyan, ministro de Correos, Telégrafos y Telefonía.

A pesar de que Mahmud Shevket Pachá debía su cargo al CUP, mantuvo cordiales relaciones con los liberales. Cuando uno de los parientes de Nazım Pachá lo asesinó en junio de 1913 en venganza por la muerte de aquel, el CUP aprovechó el magnicidio para aplastar a la oposición. Doce hombres a los que el CUP acusó de haber tramado el asesinato fueron condenados y ahorcados. Los partidos de oposición, debilitados ya antes por el golpe de Estado, sufrieron la represión de los unionistas. Los dirigentes de los oficiales proliberales huyeron a Egipto y Albania. Otro dirigente de la oposición, el príncipe Sabahaddin, que los había respaldado frente al CUP, escapó a Suiza, donde permaneció hasta 1919.

### Consecuencias a largo plazo
El golpe esencialmente estableció el dominio de la política otomana por parte del triunvirato dictatorial conocido como los «tres pachás»: Enver Bajá, que pronto sería nombrado ministro de Guerra; Talat Bajá, que poco después obtendría el Ministerio de Interior; y Cemal Bajá, que poco después obtuvo la cartera de Marina. Los tres pachás dirigieron el CUP autoritariamente y controlaron el imperio hasta que huyeron del país al final de la Primera Guerra Mundial. El golpe hizo del CUP el partido principal del país; el rival de los Jóvenes Turcos, el Partido de la Libertad y la Concordia, no recobró el poder hasta el final de la contienda mundial. El golpe se considera uno de los primeros golpes de Estado violentos de la historia turca moderna, que algunos ven como precedente de los que luego acontecieron en la República de Turquía.
Después del golpe, el CUP se volvió más nacionalista e intolerante con la oposición como consecuencia de las disputas con otros partidos más liberales como el de la Libertad y la Concordia, de las rebeliones de grupos no musulmanes del Imperio, y de las guerras catastróficas, como las guerras balcánicas, en las que antiguos ciudadanos otomanos lucharon contra el Imperio y cometieron graves desmanes contra los musulmanes otomanos. Aunque al comienzo el CUP se opuso a la extensión de la autonomía a las provincias, luego aceptó la extensión del sistema millet para favorecer la unidad de los musulmanes.

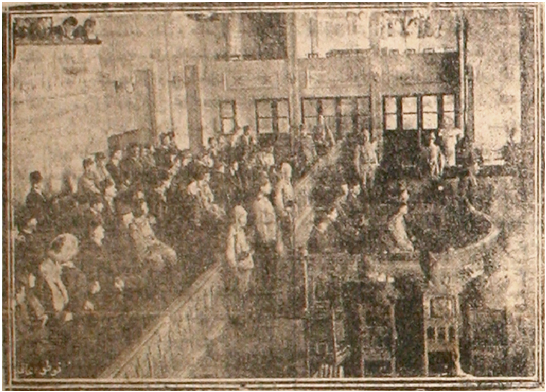
Sesión del juicio sumario de 1919-1920. Los dirigentes del CUP Enver, Cemal y Talat, entre otros, fueron condenados a muerte por especulación y abusos contra los armenios.

El gobierno del CUP reformó la política y el Ejército: aumentó la centralización administrativa y modernizó las Fuerzas Armadas. Por iniciativa de Enver Bey, el imperio estrechó relaciones con Alemania, que se plasmaron en 1914 en la firma de una alianza oficial entre los dos Estados. Enver llevó al país a la Primera Guerra Mundial, en la que combatió en el bando de los Imperios Centrales, al que pertenecía Alemania, mientras que el derrocado Kamil Pachá se inclinaba por los británicos.
Aunque el CUP había colaborado con los armenios para restaurar el gobierno constitucional en tiempos del sultán Abdul Hamid II, algunos de sus miembros empezaron a ver en ellos una quinta columna dispuesta a traicionar al imperio en colusión con Rusia; estos grupos aumentaron su poder tras el golpe de Estado de 1913. La primera ofensiva importante de los otomanos en la guerra mundial fue un infructuoso intento de expulsar a los rusos de la porción de Armenia Occidental de la que estos se habían apoderado en la guerra ruso-turca de 1877. Tras el fracaso de la operación, los dirigentes del CUP Enver, Cemal, y Talat ordenaron las matanzas y deportaciones de entre millón y millón y medio de armenios en 1915-1916 en el denominado genocidio armenio.
Al concluir la guerra mundial y firmarse el armisticio de Mudros, la dirección del Comité de Unión y Progreso y algunos funcionarios fueron juzgados sumariamente por conculcación de la Constitución, especulación y por las matanzas de armenios y griegos. El tribunal condenó a muerte a los organizadores de las masacres, entre ellos Talat, Enver y Cemal.

## El apoyo al golpe
Los analistas contemporáneos pusieron en duda el respaldo público al golpe; algunos afirmaban que la acción del CUP apenas contó con la colaboración de un reducido número de ciudadanos que se habían concentrado en el último momento atraídos por las arengas de los unionistas. Los testigos presenciales y los periódicos indicaron la escasa participación popular en el golpe. El reportero Georges Rémond escribió:

¿La revolución cuenta con gran simpatía popular? Lo dudo, y los desganados aplausos de la multitud en la toma de posesión del gran visir Mahmud Shevket Pachá y del  Shayj al-islam no hacen sino confirmar mis dudas. Todo lo preparó y llevo a cabo un hábil político, Talat Bey, que organizó el golpe, y el decidido soldado Enver, ayudados por algunos oficiales devotos y algunas docenas de patriotas a los que se unieron paulatinamente algunos cientos de manifestantes.

 
Rémond afirmó que una cincuentena de guardias hubiesen podido desbaratar el asalto, y que la razón única por la que la Sublime Puerta había estado inerme ante los atacantes había sido la decisión del gran visir de despreciar la amenaza del CUP al Gobierno, al que creía acabado políticamente. Tras el golpe, tanto la capital como los dirigentes políticos parecían tranquilos y fundamentalmente indiferentes, según Rémond.